# Goodbye Mr. Mackenzie
Goodbye Mr. Mackenzie (nieformalnie także The Mackenzies) – szkocki zespół rockowy aktywny w latach 80. i 90. XX wieku.
Założony w Bathgate zespół zyskał popularność w rodzimej Szkocji, nigdy jednak nie odniósł sukcesu międzynarodowego.

## Skład zespołu
- Martin Metcalfe
- John Duncan
- Fin Wilson
- Rona Scobie
- Derek Kelly
- Shirley Manson

## Dyskografia
- Good Deeds and Dirty Rags (1989)
- Hammer and Tongs (1991)
- Goodbye Mr. Mackenzie (1991) – wybór zremiksowanych utworów z dwóch pierwszych albumów
- Live on the Day of Storms (1993) – album koncertowy
- Five (1994)
- The Glory Hole (1996)
- The River Sessions (2005) – album koncertowy